# دودانغة (غرغان)
دودانغة (بالفارسية: دودانگه) هي قرية تقع في غلستان في إيران. يقدر عدد سكانها بـ 604 نسمة بحسب إحصاء 2016.